# Villiers-le-Bel
Villiers-le-Bel – miejscowość i gmina we Francji, w regionie Île-de-France, w departamencie Dolina Oise.
Według danych na rok 1990 gminę zamieszkiwało 26 110 osób, a gęstość zaludnienia wynosiła 3577 osób/km².